# Cambarus cryptodytes
Cambarus cryptodytes е вид ракообразно от семейство Cambaridae.

## Разпространение
Видът е разпространен в САЩ (Джорджия и Флорида).